# Ringette
El Ringette és un esport d'equip d'hivern, jugat en una superfície de gel amb patins d'hoquei sobre gel. Es juga amb un anell de goma de color blau dissenyat per a ser utilitzat en superfícies de gel i pals rectes, i els equips consten de cinc patinadors i un porter.
Si bé l'esport es va crear originalment exclusivament per a dones, posteriorment es va ampliar per incloure participants de totes les identitats de gènere. Tot i que l'esport sembla l'hoquei sobre gel i es juga a les pistes d'hoquei sobre gel, l'esport té les seves pròpies línies i marques, i el seu joc ofensiu i defensiu s'assembla més al lacrosse o al bàsquet.
El Ringette va ser creat per Sam Jacks el 1963 a Ontario, Canadà, per proporcionar a les nenes un esport d'equip durant els mesos d'hivern. A la dècada de 1970 i 80 l'esport es va estendre cap a altres països.
La Federació Internacional de Ringette (IRF) es va fundar el 1986.

## Campionat del món
| Any  | Lloc       | Or          | Plata      | Bronze      |
| ---- | ---------- | ----------- | ---------- | ----------- |
| 2009 | ?          |             |            |             |
| 2007 | Ottawa     | Finlàndia   | Canadà     | Suècia      |
| 2004 | Estocolm   | Finlàndia   | Canadà     | EUA         |
| 2002 | Edmonton   | Canadà      | Finlàndia  | EUA         |
| 2000 | Hèlsinki   | Finlàndia   | Canadà     | EUA         |
| 1996 | Estocolm   | Canadà      | Finlàndia  | EUA         |
| 1994 | Saint Paul | Finlàndia   | Canadà Est | Canadà Oest |
| 1992 | Hèlsinki   | Canadà Oest | Canadà Est | Finlàndia   |
| 1990 | Gloucester | Alberta     | Ontario    | Quebec      |